# Excelsior Mouscron
Excelsior Mouscron war ein Fußballverein aus dem belgischen Mouscron, der 2009 nach einer Suspendierung des belgischen Fußballverbandes nicht mehr am Spielbetrieb in der Ersten Division teilnahm. 2010 fusionierte Excelsior Mouscron mit RRC Péruwelz zu Royal Mouscron-Péruwelz.

## Geschichte
Der Verein entstand 1964 aus einer Fusion von ARA Mouscronnais und Stade Mouscron.
Am 28. Dezember 2009 sprach der belgische Verband eine Suspendierung gegen Excelsior Mouscron aus, die gleichbedeutend mit einem Zwangsabstieg in die dritte belgische Liga ist. Zuvor gab der Klub bekannt, dass er im zwei Tage später stattfindenden Ligaspiel zum dritten Mal in Folge keine Mannschaft aufbieten kann. Alle Ligaspiele der Saison 2009/10, an denen die Mannschaft teilgenommen hat, wurden annulliert. Am selben Tag erklärte der Verein, dass alle Spieler ablösefrei den Verein wechseln dürfen. Januar 2010 wurde eine Fusion mit RRC Péruwelz zu Royal Mouscron-Péruwelz beschlossen. Der neue Verein spielt in der Saison 2010/11 viertklassig.
Excelsior Mouscron spielte im Stade Le Canonnier, das eine Zuschauerkapazität von 11.300 hat.

## Erfolge
Mouscron spielte 14 Jahre (1996/97–2009/10) in der ersten belgischen Liga. In der ersten Saison sorgte die Mannschaft für Aufsehen, da sie als Aufsteiger zeitweilig die Tabellenführung innehatte und um den Titel mitspielte. Mouscron wurde 1996/97 schließlich Dritter, was letztendlich der größte Erfolg in der Erstligazeit des Vereins werden sollte, und zog in den UEFA-Pokal ein. Hier erreichte Mouscron lediglich die erste Hauptrunde. 2002 und 2006 erreichte die Mannschaft das belgische Pokalfinale, unterlag jedoch beide Male. In der Saison 2002/03 bestritt Excelsior erneut vier Spiele im UEFA-Pokal.

## Trainer
- Georges Leekens (1995–1996, 2003–2004)
- Hugo Broos (1997–2002)
- Paul Put (2006)

## Spieler
- Mbo Mpenza (1996–1997, 2002–2004)
- Marcin Żewłakow (1999–2005)